# 周霁
周霁（1964年5月—），汉族，湖北省襄阳市人，中华人民共和国政治人物。1984年7月参加工作，1988年11月加入中国共产党，大学学历，工程硕士。曾任中共河南省委副书记、政法委书记、中共中央港澳工作办公室（国务院港澳事务办公室）常务副主任（正部长级）。现任中共中央港澳工作办公室（国务院港澳事务办公室）副主任、香港中联办主任、香港国安委国家安全事务顾问。

## 生平
1981年9月，周霁在湖北工学院修理制造专业学习。1984年7月，任襄樊市机械局干部、副科长兼团委副书记，期间曾下派宜城市汽配厂，担任该工场生产科科长、副厂长。1992年12月，任襄樊市机械设备进出口公司副经理。1994年9月，任襄樊市机械工业局综合科科长。1997年4月，任襄樊市机械局副局长、党组成员。1997年10月，兼任襄樊仪表元件厂党委书记、厂长（至2002年10月）（其间：1996年6月－1999年6月，在武汉大学法律专业在职大学学习）。2002年2月，任襄樊市机械行业协会副主任、党组成员兼襄樊市仪表元件厂党委书记、厂长（2002年4月，任市政府副秘书长；2002年6月，任襄轴集团公司、襄轴股份公司党委书记、董事长）。2002年8月，任襄轴集团公司、襄轴股份公司党委书记、董事长，襄樊仪表元件厂党委书记、厂长（其间：2001年4月－2003年12月，在华中科技大学电子与通信工程硕士学位学习）。2004年8月，他由企业界转战政界，出任中共谷城县委书记。2004年12月，任中共襄樊市委常委，继续兼任谷城县委书记。
2006年7月，任中共仙桃市委书记。2010年6月，任中共十堰市委副书记、代市长、市政府党组书记（同年10月当选市长）。2012年5月，任中共十堰市委书记。2016年12月，任中共湖北省委常委、宜昌市委书记。
2020年12月，调任中共河南省委常委、省政府党组副书记。2021年1月，任河南省常务副省长。同年10月29日，升任中共河南省委副书记。同年11月11日，兼任省委政法委书记。
2023年7月11日，他升任中共中央港澳工作办公室（国务院港澳事务办公室）常务副主任，并明确为正部长级。
2025年5月30日，任命接替鄭雁雄出任中央人民政府驻香港特别行政区联络办公室主任、香港特別行政區維護國家安全委員會国家安全事务顾问。